# عبد الفتاح سافي
عبد الفتاح عفذة سافي (بالفرنسية: Abdulfatah Safi)‏ (23 مايو 1981) لاعب كرة قدم فرنسي من أصل مغربي يلعب حاليا لصالح نادي صباح يونايتد الماليزي في خط الوسط من 2013.